# Antoni Martí Petit

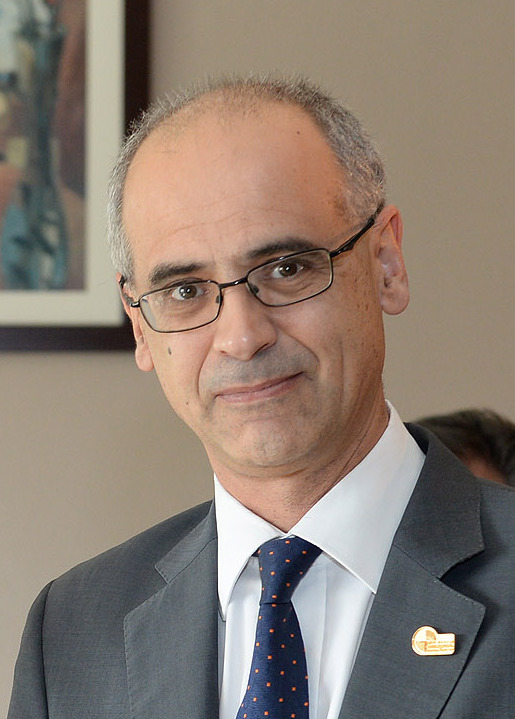
Antoni Martí (2014)

Antoni Martí Petit (* 30. Juli 1963 in Escaldes-Engordany; † 6. November 2023 in Meritxell) war ein andorranischer Politiker (Partit Liberal d’Andorra) und von 2011 bis 2019 mit kurzer Unterbrechung 2015 Regierungschef des Fürstentums Andorra.

## Leben
Martí Petit studierte Architektur an der Universität Toulouse.
Von 1994 bis 2003 war er Abgeordneter im Consell General de les Valls, dem Parlament Andorras. 1997 und 2001 wurde Martí Petit als Abgeordneter von Escaldes-Engordany für die Partit Liberal d’Andorra gewählt. Von 2003 bis 2011 war er Bürgermeister seiner Heimatgemeinde Escaldes-Engordany. Im Februar 2011 wurde er zum Vorsitzenden des Wahlbündnisses Demòcrates per Andorra gewählt. Bei den vorgezogenen Neuwahlen am 3. April 2011 errangen die Demòcrates per Andorra die absolute Mehrheit mit 20 Sitzen. Der über die Landesliste gewählte Martí Petit wurde am 11. Mai 2011 zum neuen Regierungschef von Andorra gewählt.
Antoni Martí Petit war verheiratet und hatte drei Kinder.
Er starb am 6. November 2023 in Meritxell im Alter von 60 Jahren an einem Herz-Kreislauf-Stillstand infolge eines Herzinfarkts.